# Versionado de software

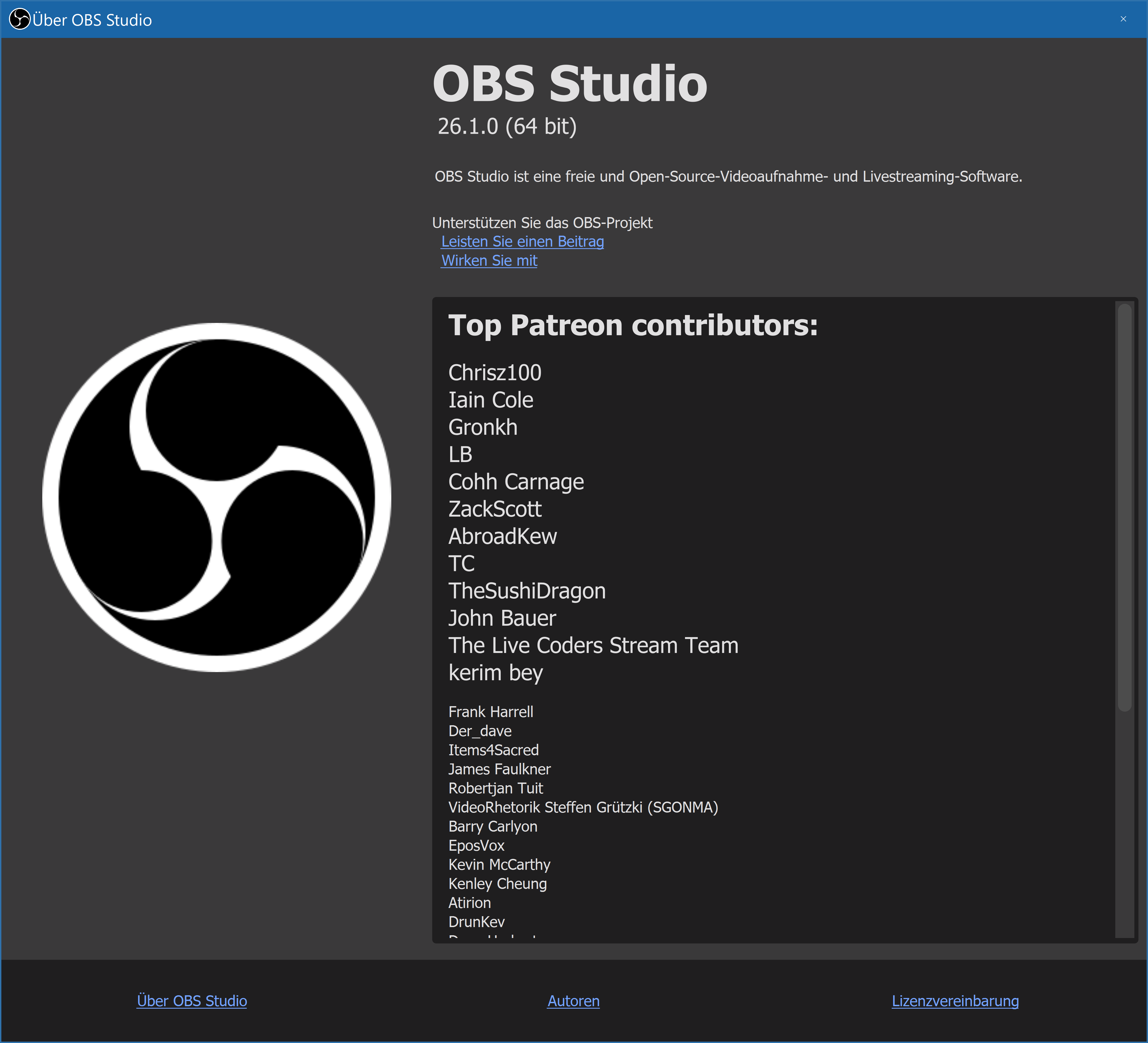
Ejemplo de versionado de software en OBS, software de fuente abierta.

El versionado de software es el proceso de asignación de un nombre, código o número único, a un software para indicar su nivel de desarrollo.

## Versionado tradicional
Generalmente se asigna dos números, mayor.menor (en inglés: major.minor), que van incrementando conforme el desarrollo del software aumente y se requiera la asignación de un nuevo nombre, código o número único. Aunque menos habituales, también puede indicarse otro número más, micro, y la fase de desarrollo en que se encuentra el software.
Se aumenta el número cuando:
- mayor: el software sufre grandes cambios y mejoras. Ej: versión 4.0 a versión 5.0
- menor: el software sufre pequeños cambios y/o correcciones de errores. Ej: versión 4.1 a versión 4.2
- micro: se aplica una corrección al software, y a su vez sufre pocos cambios. Ej: versión 3.1.2 a versión 3.1.3
- fase: se indica si se encuentra en una fase de desarrollo que no sea la final o estable, es decir, una fase inestable o en pruebas. Se suele indicar con un guion seguido de la fase correspondiente en minúsculas, o un espacio seguido de la fase. Puede haber varias versiones de una misma fase, para indicar el avance en el desarrollo del software pero manteniendo la fase para indicar que todavía es inestable, indicándose añadiendo un número al final del nombre de la fase que va incrementando conforme se publiquen nuevas versiones de esta fase.

## Otros sistemas de versionado
Existen sistemas que no siguen el versionado tradicional.
Algunos proyectos, como Ubuntu, usan los dígitos para indicar la fecha de lanzamiento.
Otros proyectos, como en árcades, usan códigos varios, finalizando en una fecha y la versión del parche.
En algunos proyectos de desarrollo ágil, como Google Chrome, se usa un versionado similar al tradicional. Aunque los cambios en el dígito mayor indican cambios relevantes en el software, no son tantos como es habitual en el versionado tradicional.

### Ejemplos
Con fechas
- Año.mes: 15.4
- Año.mes.menor: 15.4.2
- Año.mayor.menor: 2015.1.2

Usado en arcades
- Código:Idioma:Mueble:Modificador:AñoMesDíaParche: ABC:S:A:0:2025030401

Desarrollo ágil
- mayor.menor.construcción.parche